# Meseta de Kaibab

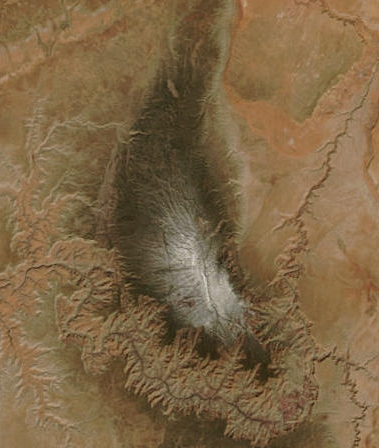
La Meseta de Kaibab desde el espacio sideral

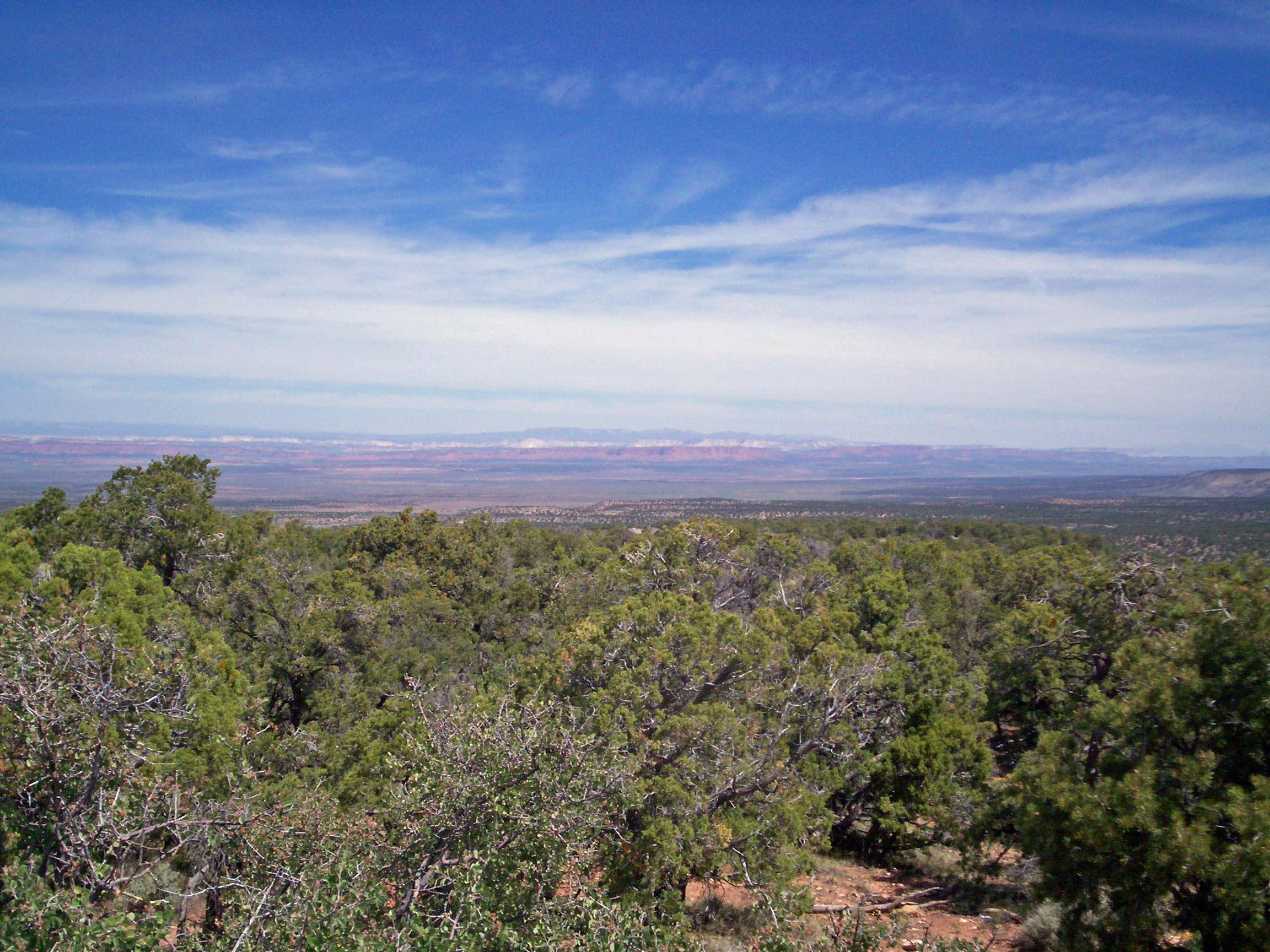
Los Acantilados Bermellones, como se ven desde la meseta de Kaibab

La Meseta de Kaibab se encuentra en el norte del estado de Arizona en el suroeste de Estados Unidos. La meseta forma parte de la Meseta del Colorado. Colinda al sur con el Gran Cañón y alcanza los 2817 metros sobre el nivel del mar. La meseta se divide entre el Bosque Nacional de Kaibab y la zona del borde norte del Parque nacional del Gran Cañón. La meseta está densamente poblada por especies de árboles tales como álamos, píceas, abetos, pino real americano, enebros y pinos piñoneros, contrastando fuertemente con las áridas tierras bajas que lo rodean. Los límites del este y del oeste de la meseta están conformados por cañones tributarios del río Colorado, y el límite norte de la meseta consiste en una serie de acantilados elevados.
Los bosques frescos albergan a la Ardilla de Kaibab, una especie endémica a esta zona. También hay otros animales como ciervos y coyotes. Las nevadas del invierno pueden ser muy fuertes (a veces en exceso de 500 cm).
Fisiografía
La meseta de Kaibab consta de aproximadamente 1152 millas cuadradas (2980 km2) que se encuentran por encima de los 6000 pies (1800 m). El punto más alto tiene una elevación de 9.200 pies (2.800 m),[2][6] una prominencia topográfica de 3.580 pies (1.090 m),[2] y un aislamiento topográfico de 70,44 millas (113,36 km).[3] La meseta limita al sur con el Gran Cañón del río Colorado, la elevación en esta zona sur de la meseta varía de 8.800 pies (2.700 m) a un poco menos de 6.000 pies (1.800 m).
La plataforma más extensa de la meseta es la Explanada, que los vaqueros locales llaman "Sand Rocks". Esta área se formó como resultado de la meteorización de la lutita Ermitaño, que dejó expuesta una capa dura de arenisca pérmica. Esta arenisca roja es una de las características sobresalientes de la meseta.
El límite occidental de la meseta es el Cañón Kanab Creek, cuyas altas paredes perpendiculares forman una barrera natural para el movimiento de la mayoría de los animales. El límite noroeste de la meseta está marcado por una línea de falla al norte de Snake Gulch, que está aproximadamente dieciséis millas al este de Kanab Creek. El límite oriental está marcado por el llamado Houserock Valley, que es una plataforma de mármol causada por un pliegue monoclínico, cuyos estratos se sumergen entre 2000 y 3000 pies.
Clima
El clima de la meseta de Kaibab consiste en lluvia y tormentas eléctricas a fines del verano durante la temporada de monzones de verano, nieve, a veces intensa, en invierno y un clima más seco a principios del verano. Hubo una precipitación anual promedio de 26,57 pulgadas (67,5 cm) durante el período de 1925 a 1936. Durante el invierno, la nieve es abundante y, a menudo, se acumula a una profundidad de 8 a 10 pies (2,4 a 3,0 m). Junio es el mes más seco del año, seguido de mayo y principios de julio.
Las tormentas ocurren varias veces por semana hasta principios de septiembre. Las partes más altas de la meseta suelen estar cubiertas de nieve y las tormentas de nieve suelen ocurrir entre mayo y septiembre.
Ciervos de Kaibab
A principios del siglo XX, la meseta de Kaibab fue testigo de un interesante experimento en lo que algunos podrían llamar ingeniería demográfica. Se estimó que la población de ciervos bura de la meseta antes de 1905 era de alrededor de 4.000. Este número nunca fue confirmado por ningún tipo de conteo o encuesta, y se ha convertido en un número aceptado principalmente porque no hay otra estimación disponible. Se desconocía la capacidad de carga promedio de la tierra, en parte porque los naturalistas no usaban mucho este concepto en ese momento. Años más tarde, Aldo Leopold estimó que el aforo había sido de unos 30.000 venados.[cita requerida]
La idea en 1906 era simplemente proteger y expandir la manada, por lo que el 28 de noviembre, el presidente Theodore Roosevelt creó la Reserva Nacional de Caza del Gran Cañón. El pastoreo excesivo de rebaños de ovejas, vacas y caballos había tenido lugar en la meseta desde la década de 1880. Durante ese tiempo, los rancheros y los cazarrecompensas también mataron a muchos depredadores. Cuando Roosevelt estableció la reserva de caza, los ganaderos habían trasladado la mayor parte del ganado doméstico a otros lugares. El principal cambio que trajo la creación de la reserva de caza fue prohibir la caza de ciervos. Los esfuerzos del gobierno, encabezados por el Servicio Forestal de los Estados Unidos, comenzaron a proteger el número de ciervos matando una vez más a sus depredadores naturales; con este fin, entre 1907 y 1939, 816 pumas, 20 lobos, 7388 coyotes y más de 500 gatos monteses fueron asesinados.
La población de ciervos experimentó un gran aumento en número durante las primeras décadas del siglo XX. Una estimación situó la población en 100.000 ciervos que habitaban el rango en 1924. Nuevamente, no hubo una encuesta sistemática para respaldar esta estimación, que puede haber sido exagerada al doble del número real. Sin embargo, poco después de ese tiempo, la población de ciervos comenzó a disminuir debido al exceso de caza. A mediados de la década de 1920, muchos ciervos se morían de hambre.
Después de una acalorada disputa legal entre el gobierno federal y el estado de Arizona, se permitió una vez más la caza para reducir el número de ciervos. Los cazadores pudieron matar solo una pequeña fracción de los ciervos hambrientos. El rango en sí resultó dañado y su capacidad de carga se redujo considerablemente.
Dinámica poblacional de presas y depredadores
Una vez que los ecólogistas comenzaron a estudiar el área y a reflexionar sobre los cambios que habían ocurrido allí, comenzaron a utilizar al venado Kaibab como una lección simple sobre cómo eliminar a los depredadores naturales del venado. Lo que se había hecho con el interés de preservar la población de venados, había permitido que los ciervos se reprodujeran en exceso y abrumaran rápidamente los recursos de la meseta. Algunos ecologistas sugirieron que la situación destacaba la importancia de mantener una población en equilibrio con la capacidad de carga de su entorno.
La lección más significativa del Kaibab sugiere que los esfuerzos humanos para proteger la vida silvestre y preservar las áreas silvestres deben equilibrarse con la complejidad ecológica y las prioridades sociales que son difíciles de predecir. Los cambios ocurren, a veces rápidamente, pero sus efectos perduran durante décadas. Hoy en día, la Comisión de Caza de Arizona administra el área, controla la cantidad de venados y depredadores, y emite permisos de caza para mantener a los venados en equilibrio con el área de distribución.
Aunque la historia del ciervo Kaibab saltó a la fama en la década de 1920 debido a su repentino aumento y disminución de la población, la historia también se puede utilizar para demostrar la forma en que los estudios científicos y las ideas sobre la historia pueden ayudar a educar a los estudiantes actuales. La primera interpretación de la historia de los ciervos, como se demuestra en los libros de texto, fue que el control de los depredadores había destruido el crecimiento de la población de ciervos. Inicialmente, se pensó que la gran cantidad de depredadores de ciervos obstaculizaba el crecimiento de la población de ciervos, por lo que se establecieron reglas para minimizar la población de depredadores y permitir que los ciervos aumentaran su tamaño. Sin embargo, a medida que continuaron los estudios científicos, el ecologista Graeme Caughley sugirió que el control de los depredadores por sí solo no podría haber causado la irrupción de Kaibab, sino que factores como el clima, el pastoreo de otros animales y las políticas de conservación en realidad tuvieron un impacto más significativo en los ciervos.
La opinión de Caughley condujo a la confusión de profesores y científicos sobre qué incluir y enseñar en las clases de ecología y biología, por lo que esta historia dejó de ser utilizada como ejemplo de dinámica de población de presas y depredadores. Esto es importante para el desarrollo de los estudios científicos porque muestra que los eventos, como la controversia del venado Kaibab, no tienen un comienzo y un comienzo definitivos, sino que incluyen otras opiniones y enfoques que los maestros usan para mostrar la riqueza de la controversia.
La controversia del venado Kaibab ha revolucionado la forma en que se enseña la ciencia en los libros de texto y la forma en que los estudiantes cuestionan la ecología y la biología. Además, los estudiantes ahora aprenden que la intervención humana puede tener grandes repercusiones con respecto a la población y el desarrollo de animales específicos en ciertas regiones.